# Lerchea paniculata
Lerchea paniculata là một loài thực vật có hoa trong họ Thiến thảo. Loài này được Backer ex Bakh.f. mô tả khoa học đầu tiên năm 1953.